# Патријарашке парохије у САД
Патријарашке парохије у САД (рус. Патриаршие приходы в США) органски су дио Руске православне цркве.
Надлежни архијереј је архиепископ Јустинијан (Овчиников), а сједиште се налази у Њујорку.

## Историја
Историја настанка Патријарашких парохија у САД доводи се у везу с оснивањем прве православне мисије на територији Сјеверне Америке (1794) од стране монаха Валамског манастира. Залагањем ових монаха, основана је и прва епархија са сједиштем у Сан Франциску (1872). Године 1905. сједиште је било премјештено у новоизграђени Николајевски сабор у Њујорку од стране тадашњег архиепископа Тихона, потоњег московског патријарха. Од 1907. јединствена православна епархија на америчком континенту се називала „Православна грчко-католичанска црква у Сјеверној Америци под јурисдикцијом свештене јерархије од Цркве руске“. Обухватала је цјелокупну територију САД и Канаде и обједињавала је око 100 парохија и десетине хиљада вјерника.
Након Октобарске револуције (1917), односи с највишом црквеном власти у Москви су постали затегнути. Од 1924. многе парохије Руске православне грчко-католичанске цркве у Сјеверној Америци, на чијем челу је стајао митрополит Платон (Рождественски), престале су канонски општити са Московском патријаршијом и формирали су тзв. „Сјеверноамерички митрополитски округ“ или „Сјеверноамеричку митрополију“. Дио руских парохија је прешао под управу Руске заграничне цркве, а дио је остао вјеран Московској патријаршији (посебно након назначења архиепископа Венијамина (Федченкова) — 1933). Дана 19. децембра 1927, на засједању „Синода епископа америчких дијецеза Руске православне цркве“ била је издана грамата о оснивању нове црквене структуре — „независне аутономне и аутокефалне“ Америчке цркве на челу са Платоном (Рождественским). Свештена јерархија Московске патријаршије је неколико пута упозоравала митрополита Платона и његове сљедбенике на могуће канонске казне, али то није помогло да се расколничке парохије поврате.
Крајем 1960-их, при активном посредништву митрополита Никодима (Ротова), протојереја Александра Шмемана и низа других извјесних црквених дјелатника, био је постигнут компромис са Сјеверноамеричком митрополијом. Дана 9. априла 1970. Свети синод Руске цркве је обновио канонско општење с митрополијом, отклонивши канонске мјере са њене јерархије. Дана 10. априла исте године, патријарашким томосом дарована је аутокефалност „Руској православној грчко-католичанској цркви у Сјеверној Америци“, и од тада се она назива Православна црква у Америци.
Томос о аутокефалности Православне цркве у Америци је установио њену јурисдикцију на простору сјеверноамеричког континента, укључујући Хаваје, а изузимајући Мексико. Под јурисдикцију Православне цркве у Америци нису ушле све парохије и клир канонских јединица Руске православне цркве у САД и Канади, јер су изразиле жељу да остану под окриљем патријарха московског.
Парохије Руске православне цркве, које су састављале Канадску епархију, од тог момента су преобраћене у Патријарашке парохије у Канади. Парохије, њих 44, које су улазиле у састав егзархата Руске православне цркве у САД, преобраћене су у Патријарашке парохије у САД. Сједиште парохија у САД је постао Николајевски сабор у Њујорку.
Сагласно томосу о аутокефалности Православне цркве у Америци, оне патријарашке парохије у САД или Канади, које изразе жељу да уђу у састав Православне цркве у Америци, могу то урадити на основу сагласности двију страна.

## Организација
Патријарашке парохије у САД су организоване као епархија. Она је подијељена на четири намјесништва (благочинија): Атлантско, Источно, Западно и Централно.
Једина монашка обитељ која улази у састав Патријарашких парохија је манастир Свете Марије Египатске у Њујорку.
На челу Патријарашких парохија у САД налази се господин Јустинијан (Овчиников), архиепископ наро-фомински, викарни архијереј Московске епархије.
На Великом входу, име епископа — управитеља Патријарашких парохија, спомиње се након имена патријарха московског и све Русије и након имена митрополита све Америке и Канаде — предстојатеља Православне цркве у Америци. Епископ Патријарашких парохија нема у титули било какав амерички назив.